# Karl Peter Böhr

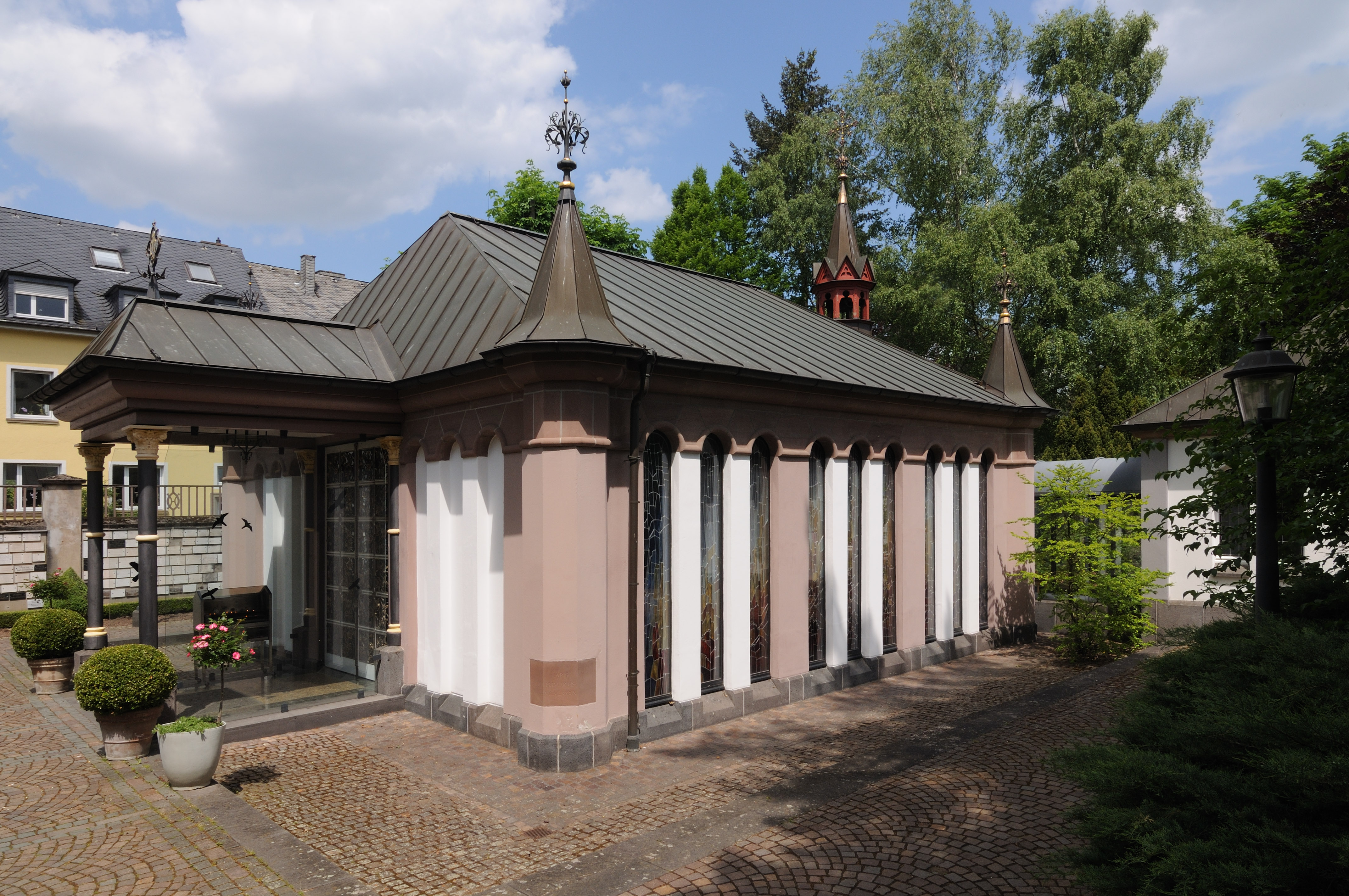
Trier, Maria-Hilf-Kapelle, 1990

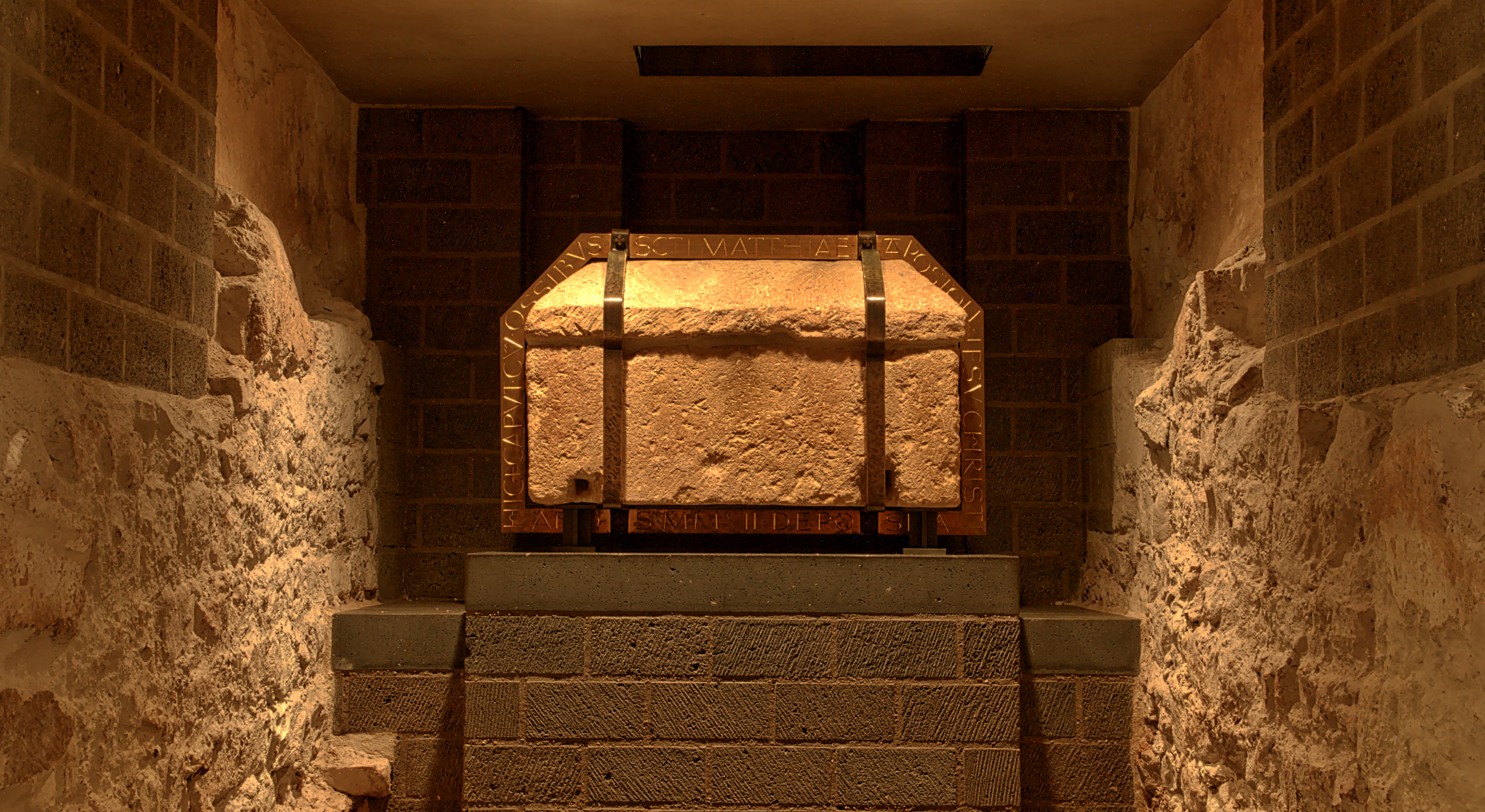
Trier St. Mathias, Apostelgrab, Neugestaltung, 2008

Karl Peter Böhr (* 18. Juni 1925 in Polch; † 27. April 2017 in Trier) war ein deutscher Architekt und Dombaumeister in Trier.

## Leben
Böhr wurde beeinflusst durch seinen „Lehrmeister“ Dominikus Böhm. Er entwarf römisch-katholische Kirchenbauten im Sinne der Liturgischen Bewegung vor allem in der Region Trier. Dabei entwickelte sich Böhr vom Stil der Expressionistengotik über den Betonbrutalismus hin zur Postmoderne. Er wurde 1987/88 vom Domkapitel des  Trierer Domes  zum Dombaumeister ernannt.

## Bauten (Auswahl)
- Schwanenkirche, Roes, 1952
- Pfarrkirche St. Josef, Neunkirchen-Furpach, 1952/53 (https://institut-aktuelle-kunst.de/kunstlexikon/neunkirchen-furpach-kohlhof-ludwigsthal-pfarrkirche-st-josef-23517)
- Donatuskapelle, Kelberg-Zermüllen, 1955
- St. Peter, Andernach, 1956[2]
- Maria Königin, Neuwied-Heddesdorf, 1958[3]
- St. Pius, Neunkirchen, 1958–1960 (https://institut-aktuelle-kunst.de/kunstlexikon/neunkirchen-furpach-heinitz-kohlhof-ludwigsthal-scheib-furpach-wellesweiler-katholische-kirchen-1910; heute profaniert https://institut-aktuelle-kunst.de/kunstlexikon/neunkirchen-furpach-kohlhof-ludwigsthal-pfarrkirche-st-josef-23517)
- Kapelle Maria Königin des Friedens, Hermeskeil-Abtei, 1959/60 (https://www.kirche-im-hochwald.de/pfarreien/pfarrei-st.-franziskus/unsere-kirchen_/index.html)
- St. Agnes, Hamburg, 1965 (siehe Festschrift anlässlich der Einweihung)
- St. Simeon, Trier, 1966[4]
- St. Hubertus (sog. Lebensbaumkirche), Manderscheid, 1968[5][6]
- St. Agritius, Trier, 1971[7]
- St. Bonifatius, Trier-Kürenz (Renovierung)
- Blandine-Merten-Kapelle, Trier, 1989
- Maria-Hilf-Kapelle („ein aus den Proportionen der alten Kapelle entwickelter Neubau“, so der Wikipedia-Beitrag), Trier, 1990
- Neugestaltung des Apostelgrabs, Basilika St. Matthias, Trier, 2008
- Renovierung des Benediktinerklosters Huysburg, Sachsen-Anhalt, 1988–2008[8][9]

## Schriften
- Karl Peter Böhr: Die Neugestaltung der Kirche St. Bonifatius in Trier-Kürenz. In: Neues Trierisches Jahrbuch. Band 1987. Verein Trierisch, 1987, ISSN 0077-7765, S. 87–90.